# Arthezé
Arthezé – miejscowość i gmina we Francji, w regionie Kraj Loary, w departamencie Sarthe.
Według danych na rok 1990 gminę zamieszkiwało 281 osób, a gęstość zaludnienia wynosiła 32 osób/km² (wśród 1504 gmin Kraju Loary Arthezé plasuje się na 998. miejscu pod względem liczby ludności, natomiast pod względem powierzchni na miejscu 1056.).